# Rowena King
Roweena Josephine King (Londra, 6 dicembre 1970) è un'attrice britannica.

## Biografia
Roweena Josephine King, più nota come Rowena King, nasce il 6 dicembre 1970 a Londra, da padre inglese e da madre africana. Suo padre John era un meccanico, mentre sua madre Phyllis era figlia di immigrati dalla Liberia. Rowena trascorse la sua infanzia assieme ai suoi genitori e a sua sorella Rachel a Hertfordshire.
Fin da quando era bambina Rowena King studiò alcuni corsi di recitazione su volere di sua madre e frequentò costantemente teatro in Inghilterra. Completata la Scuola Secondaria, ha frequentato gli studi d'arte drammatica presso la Mountview Academy of Theatre Arts e la London Drama School.
Conseguito il diploma finale, entrò a far parte della Royal Shakespeare Company, grazie alla quale divenne una presenza frequente nei programmi televisivi del Regno Unito. Rowena King è conosciuta al pubblico per i suoi primi esordi al cinema nei primi anni 90, in particolare per la sua performance di Amelie, la provocante e sensuale serva mulatta nel film del 1993 Fiamme di passione, al fianco di Karina Lombard, Nathaniel Parker e Naomi Watts.
Nel 2006 ha un ruolo secondario nel film di Peter Levin, Un giorno perfetto, con Rob Lowe e Christopher Lloyd dove interpreta Heather, un agente di vendita che finisce col tentare di sedurre il personaggio di Lowe.
Nel 2007 compare brevemente nel film commedia Non è mai troppo tardi.
Oltre ad essere un'attrice, è anche una praticante di Yoga, è apparsa in alcuni video della Yoga Journal.

## Filmografia

### Cinema
- Londra mi fa morire (London Kills Me) (1991)
- Fiamme di passione (Wide Sargasso Sea), regia di John Duigan (1993)
- To Play the King (1993)
- Framed! (1993)
- The Turnaround (1995)
- Darklands, regia di Julian Richards (1996)
- Hamlet (1996)
- My Son the Fanatic (1997)
- Legend of the South Seas
- So This Is Romance? aka. Romance and Rejection (1998)
- Rapimento e riscatto (Proof of Life) (2000)
- Today I Vote for My Joey (2002)
- Non è mai troppo tardi (The Bucket List) (2007)

### Televisione
- Wonderful You - serie TV (1999)
- Breaking News - serie TV (2002)
- Un giorno perfetto (A Perfect Day), regia di Peter Levin – film TV (2006)
- Grey's Anatomy - serie TV, episodio 3x21 (2007)
- Criminal Minds - serie TV, episodi 4x25-4x26 (2009)
- Lie to Me - serie TV, episodio 2x11 (2010)
- Delitti in Paradiso (Death in Paradise) - serie TV, episodio 2x02 (2013)
- L'ispettore Barnaby (Midsomer Murders) - serie TV, episodio 15x05 (2013)
- Grantchester - serie TV, episodio 7x03 (2022)

## Doppiatrici italiane
Nelle versioni in italiano delle opere in cui ha recitato, Rowena King è stata doppiata da:
- Emanuela Baroni in Un giorno perfetto
- Alessandra Cassioli in Grey's Anatomy
- Tiziana Avarista in Non è mai troppo tardi
- Barbara Berengo Gardin in Criminal Minds
- Daniela Abbruzzese in The Old Man